# 瀬藤亮太
瀬藤 亮太（せとう りょうた、1990年10月14日 - ）は、ミヤギテレビのアナウンサー。
東京都出身。早稲田大学教育学部出身。宮崎放送への入社前にはテレビ朝日アスクに通っていた。
2014年4月に宮崎放送に入社。
2024年3月15日、宮崎放送（MRTテレビ）Check! のエンディングにおいて、2024年4月から ミヤギテレビ （宮城テレビ放送）に移籍を発表。
『とらドラ!』のファンで、推しキャラは川嶋亜美

## 担当番組

### 宮崎放送

#### テレビ番組
- みらい・みやざき まなび隊[3]
- モーニングてらす → モーニングてらす!
- スポーツ中継[3]
- わけもん!GT[4]
- つづくさんのどようだよ (^^) [5]
- あさトク!
- Check![6]

#### ラジオ番組
- 福盛和男の目指せ！アスリート[7][8]
- GO!GO!ワイド
- 久世流ラジオ塾 夢を夢で終わらせない[9]
- おはよう!ニュースキャッチ
- スポーツ中継